# The Conservatory
The Conservatory (deutsch Das Gewächshaus) ist ein britischer Knetanimations-Kurzfilm von Matilda Tristram aus dem Jahr 2008. In Deutschland feierte der Film am 1. Mai 2009 bei den Internationalen Kurzfilmtagen in Oberhausen Premiere.

## Handlung
Zwei Männer langweilen sich an einem Nachmittag, bis einer von ihnen ein Gewächshaus baut und sie es dann wieder zerstören.

## Kritiken
„Kurz und humorvoll zeigt der Film, wie Unausgesprochenes Form annimmt, verletzt und überwunden wird.“

## Auszeichnungen
Internationale Kurzfilmtage Oberhausen 2009
- Lobende Erwähnung der Ökumenischen Jury

Vienna Independent Shorts 2010
- Lobende Erwähnung der internationalen Jury